# Ibitiúra de Minas
Ibitiúra de Minas è un comune del Brasile nello Stato del Minas Gerais, parte della mesoregione del Sul e Sudoeste de Minas e della microregione di Poços de Caldas.